# Ну Пінтча (Нова Сінтра)
Клубе Дешпортіву Ну Пінтча або просто Ну Пінтча (порт. Clube Desportivo Nô Pintcha) — аматорський кабовердійський футбольний клуб з міста Нова Сінтра, на острові Брава.

## Історія
Аматорський футбольний клуб Клубе Дешпортіву Ну Пінтча було засновано 12 вересня 1975 року в місті Нова Сінтра на острові Брава в Кабо-Верде.
Своє перше острівне чемпіонство клуб виграв у 1994 році, о останнє на сьогодні в 2006 році. Вони здобули вісім чемпіонських титулів поспіль в період з 1994 по 2001 роки, а також ще два в 2003 та 2004 роках. Ну Пінтча — найтитулованіший клуб свого острова. Також клуб десять разів брав участь в національному чемпіонаті.

## Логотип
Їх логотип складається з чорної зірки з жовтим якорем на середині і абревіатури "CDNP", перші верхній частині зірки і останні дві букви — на нижній частині зірки, це поєднання символів та абревіатури оточує девіз португальською мовою "unidade, trabalho, progresso" (в перекладі — єдність, робота, прогрес).

## Досягнення
- Чемпіонат острова Брава: 11 перемог

1994, 1995, 1996, 1997, 1998, 1999, 2000, 2001, 2003, 2004, 2006

## Історія виступів у чемпіонатах та кубках

### Національний чемпіонат
| Сезон | Див. | Міс. | Іг. | В | Н | П | ЗМ | ПМ | РМ  | О | Кубок | Примітки            | Плей-оф            |
| ----- | ---- | ---- | --- | - | - | - | -- | -- | --- | - | ----- | ------------------- | ------------------ |
| 1999  | 1B   | 4    | 2   | 0 | 1 | 1 | 1  | 4  | -3  | 1 |       | Не пробилися        | Не приймали участі |
| 2001  | 1    | 7    | 6   | 0 | 1 | 5 | 4  | 20 | -16 | 1 |       | Не вийшли в плей-оф |                    |
| 2003  | 1A   | 6    | 4   | 2 | 1 | 1 | 4  | 4  | +3  | 7 |       | Не пробилися        | Не приймали участі |
| 2004  | 1B   | 4    | 5   | 2 | 0 | 3 | 4  | 10 | -6  | 6 |       | Не пробилися        | Не приймали участі |
| 2006  | 1A   | 4    | 4   | 1 | 0 | 3 | 4  | 12 | -8  | 3 |       | Не пробилися        | Не приймали участі |

### Острівний чемпіонат
| Сезон   | Див. | Міс. | Іг. | В | Н | П | ЗМ | ПМ | РМ  | О  | Кубок | Суперкубок | Примітки                          |
| ------- | ---- | ---- | --- | - | - | - | -- | -- | --- | -- | ----- | ---------- | --------------------------------- |
| 2002-03 | 2    | 1    | -   | - | - | - | -  | -  | -   | -  |       |            | Вихід до національного Чемпіонату |
| 2003-04 | 2    | 1    | 10  | - | - | - | -  | -  | -   | -  |       |            | Вихід до національного Чемпіонату |
| 2005-06 | 2    | 1    | 10  | - | - | - | -  | -  | -   | -  |       |            | Вихід до національного Чемпіонату |
| 2013-14 | 2    | 2    | 12  | 8 | 2 | 2 | 46 | 20 | +26 | 26 |       |            |                                   |
| 2014-15 | 2    | 4    | 12  | 5 | 1 | 6 | 22 | 20 | +2  | 16 |       |            |                                   |